# Maria Ouspenskaya
Maria Ouspenskaya (russisch Мария Алексеевна Успенская/Marija Alexejewna Uspenskaja; * 17. Julijul. / 29. Juli 1876greg. in Tula, Russisches Kaiserreich; † 3. Dezember 1949 in Los Angeles, Vereinigte Staaten) war eine russisch-US-amerikanische Bühnen- und Filmschauspielerin sowie renommierte Schauspiellehrerin. Sie wurde zweimal für den Oscar als Beste Nebendarstellerin nominiert.

## Leben und Werk
Maria Ouspenskaya wollte zuerst Opernsängerin werden und studierte klassischen Gesang am Konservatorium von Warschau, schrieb sich aber später an der renommierten Adashjew-Akademie für Drama in Moskau ein. Zuerst reiste sie mit Wandertheatern durch die russische Provinz, bis sie ein Engagement am Tschechow-Künstlertheater Moskau annahm. Dort feilte sie unter der Anleitung von Konstantin Sergejewitsch Stanislawski an ihrer Darstellungskunst. Zwischen 1915 und 1922 wirkte die Schauspielerin in einigen russischen Stummfilmen mit, bevor sie 1922 nach einem Gastspiel des „Künstlertheaters“ in den USA nicht mehr zurückkehrte.
Schon 1924 holte Richard Boleslawski, ein Studien- und Schauspielerkollege aus Moskauer Zeiten, Ouspenskaya an die von ihm kurz zuvor gegründete Schauspielschule American Laboratory Theatre in New York – kurz „The Lab“ genannt. Bis 1929 unterrichtete Ouspenskaya hier neben ihrer Theaterkarriere junge Mimen in der von Stanislawski übernommenen „Methode“. Im Jahre 1932 begründete Maria Ouspenskaya die noch heute bestehende School of Dramatic Art in New York. Um diesem ehrgeizigen Projekt aus einer schweren Finanzkrise zu helfen, nahm sie 1936 ihre erste Rolle in Hollywood an. Sie spielte unter der Regie von William Wyler in Zeit der Liebe, Zeit des Abschieds eine alte österreichische Gräfin, die die Hochzeit ihres Sohnes mit einer selbstsüchtigen Amerikanerin untersagt. Der Film basiert auf dem gleichnamigen Theaterstück von Sinclair Lewis, in dem Maria Ouspenskaya bereits auf der Bühne gespielt hatte. Obwohl sie nur eine (allerdings sehr markante) Szene im Film hat, erhielt sie auf der Oscarverleihung 1937 eine Nominierung für den Oscar als beste Nebendarstellerin.
Anschließend folgten bis zu Ouspenskayas Tod regelmäßig weitere Engegaments in Hollywood, wobei sie vor allem Matriarchinnen oder leicht geheimnisvolle ältere Frauen nicht-englischsprachiger Herkunft verkörperte. 1940 wurde sie für ihren Auftritt als Großmutter von Irene Dunnes Figur in dem Liebesdrama Ruhelose Liebe auf der Oscarverleihung 1940 erneut für den Oscar in der Nebendarstellerin-Kategorie nominiert. Zu ihren bekanntesten Auftritten gehören Maria Walewska neben Greta Garbo und Charles Boyer sowie Ihr erster Mann an der Seite von Vivien Leigh. In den Universal-Studios-Horrorfilmen Der Wolfsmensch und Frankenstein trifft den Wolfsmenschen verkörperte Ouspenskaya jeweils die Rolle von Maleva, einer weissagenden Zigeunerin. Mel Brooks nahm das noch über 50 Jahre später zum Anlass für eine Parodie in seiner Komödie Dracula – Tot aber glücklich, in der Anne Bancroft eine Zigeunerin namens „Ouspenskaya“ in Reverenz an die Rolle von Maria Ouspenskaya spielt.
Maria Ouspenskaya starb 1949 im Alter von 73 Jahren an den Folgen eines Wohnungsbrandes.

## Filmografie
- 1915: Sverchok na pechi
- 1916: Nichtozhniye
- 1917: Tsvety zapozdalye
- 1920: Khveska
- 1929: Tanka-traktirshchitsa
- 1936: Zeit der Liebe, Zeit des Abschieds (Dodsworth)
- 1937: Maria Walewska
- 1939: Ruhelose Liebe (Love Affair)
- 1939: Nacht über Indien (The Rains Came)
- 1939: Judge Hardy and Son
- 1940: Paul Ehrlich – Ein Leben für die Forschung (Dr. Ehrlich's Magic Bullet)
- 1940: Wundervolles Weihnachten (Beyond Tomorrow)
- 1940: Ihr erster Mann (Waterloo Bridge)
- 1940: Tödlicher Sturm (The Mortal Storm)
- 1940: The Man I Married
- 1940: Dance, Girl, Dance
- 1941: Der Wolfsmensch (The Wolf Man)
- 1941: Abrechnung in Shanghai (The Shanghai Gesture)
- 1942: Kings Row
- 1942: Mystery of Marie Roget
- 1943: Frankenstein trifft den Wolfsmenschen (Frankenstein Meets the Wolf Man)
- 1945: Tarzan und die Amazonen (Tarzan and the Amazons)
- 1946: Ich hab dich immer geliebt (I’ve Always Loved You)
- 1947: Hyänen der Prärie (Wyoming)
- 1949: A Kiss in the Dark